# Sturno
Sturno község (comune) Olaszország Campania régiójában, Avellino megyében.

## Fekvése
A megye keleti részén fekszik. Határai: Carife, Castel Baronia, Flumeri, Frigento és Rocca San Felice.

## Története
Első említése, mint önálló település, 1694-ből származik, addig Frigento része volt. A következő századokban nemesi birtok volt. A 19. században nyerte el önállóságát, amikor a Nápolyi Királyságban felszámolták a feudalizmust. Az 1980-as földrengés súlyos károkat okozott épületeiben.

## Népessége
A népesség számának alakulása:

## Főbb látnivalói
- Palazzo Baronale (egykori bárói palota)
- San Domenico-templom
- San Michele-templom
- Madonna della Neve-kápolna